# Голяма награда Ш. Ф. Рамю
Швейцарската „Голяма награда Ш. Ф. Рамю“ (на френски: Grand prix C.F. Ramuz) е учредена от Фондацията „Шарл-Фердинан Рамю“ и се присъжда от 1955 г. Целта на фондацията е да съхрани паметта на Шарл-Фердинан Рамю и да поощри разпространението и преиздаването на негови творби. Отличието се дава предимно на щвейцарски автори, които пишат на френски език. (По изключение и на чужденци, установили се трайно в Швейцария.)
Наградата за проза се присъжда за цялостно творчество на всеки пет години и възлиза на 15 000 швейцарски франка.
Наградата за поезия „Prix de poésie C.F. Ramuz“ се присъжда на всеки три години на млад поетичен талант, който има най-много две издадени стихосбирки и е в размер на 3000 швейцарски франка.
Литературната комисия е съставена от пет члена, от които двама не са членове на Фондацията „Шарл-Фердинан Рамю“.
Сред носителите ѝ са познатите на българския читател Филип Жакоте (1970) и Никола Бувие (1995).

## Лауреати на голямата награда
- 1955: Пиер-Луи Матей
- 1960: Шарл-Франсоа Ландри
- 1965: Марсел Раймон
- 1970: Филип Жакоте
- 1975: Жак Меркантон
- 1980: Алис Ривас
- 1985: Жорж Алда
- 1990: Ив Велан
- 1995: Никола Бувие
- 2000: Ан-Лис Гробети
- 2005: Пиер Шапюи
- 2010: Жан-Люк Бенозильо
- 2015: Катерин Сафоноф
- 2020: Филип Рами

## Носители на наградата за поезия
- 1983: José Flore Tappy за Errer mortelle
- 1986: Sylviane Dupuis за Creuser la nuit
- 1992: Alain Rochat за Fuir pour être celui qui ne fuit pas
- 1999: Claire Genoux за Saisons du corps, ISBN 2-940133-42-5
- 2002: Caroline Schumacher за Les Grandes Vacances, ISBN 2-940133-67-0
- 2007: Mary-Laure Zoss за Le noir du ciel, ISBN 978-2-940133-90-1
- 2013: Claudine Gaetzi за Rien qui se dise, ISBN 978-2-940505-09-8
- 2016: Pierrine Poget за Fondations, ISBN 978-2-940505-28-9
- 2022: Olivier Vonlanthen за  Ossuaires